# Kamiskotia River
Der Kamiskotia River ist ein ca. 136 km langer linker Nebenfluss des Mattagami River in der kanadischen Provinz Ontario.

## Geographie
Der Kamiskotia River hat sein Quellgebiet östlich des Kasasway Lake, 75 km südwestlich von Timmins, auf einer Höhe von 415 m. Von dort fließt er 100 km nach Norden. Auf seiner Fließstrecke liegen mehrere Seen, hauptsächlich Flussverbreiterungen, darunter der Kenogaming Lake und der Akweskwa Lake. Der Kamiskotia River fließt dabei vom Sudbury in den Cochrane District. Nach 45 km kreuzt der Ontario Highway 101 (Chapleau–Timmins) bei Flusskilometer 91 den Flusslauf. Anschließend durchfließt der Kamiskotia River den Opishing Lake und den Dana-Jowsey Lakes Provincial Park. 30 km oberhalb der Mündung wendet sich der Kamiskotia River nach Osten. Er nimmt den Little Kamiskotia River, der den Kamiskotia Lake entwässert, 3 km oberhalb der Mündung rechtsseitig auf und mündet schließlich 17 km nordwestlich der Stadt Timmins in den nach Norden strömenden Mattagami River. Knapp 2 km oberhalb der Mündung befinden sich die Stromschnellen Kamiskotia Falls (⊙).